# ماريا سورفيلو
ماريا سورفيلو (بالإيطالية: Maria Sorvillo)‏ (10 مارس 1982 بأفيرسا في إيطاليا - ) هي لاعبة كرة قدم إيطالية في مركز الدفاع. شاركت مع منتخب إيطاليا لكرة القدم للسيدات. أما مع النوادي، فقد لعبت مع ASD FC Sassari Torres Femminile ‏ وSSD Women Hellas Verona ‏ وASD UPC Tavagnacco ‏ ولاتسيو النسائي ‏ وTorino Women ASD ‏.

## وصلات خارجية
- ماريا سورفيلو على موقع الاتحاد الأوربي (الإنجليزية)
- ماريا سورفيلو على موقع قاعدة بيانات كرة القدم.إي يو (الإنجليزية)
- ماريا سورفيلو على موقع Soccerway.com (الإنجليزية)